# Chionostomum rostratum
Chionostomum rostratum là một loài Rêu trong họ Sematophyllaceae. Loài này được (Griff.) Müll. Hal. mô tả khoa học đầu tiên năm 1869.